# Valentino Pellarini
Valentino Pellarini, né le 26 octobre 1919, à Koper, au Royaume des Serbes, Croates et Slovènes et décédé le 15 mai 1992, est un ancien joueur italien de basket-ball.

## Palmarès
- Finaliste du championnat d'Europe 1946